# 琉球和平聯盟
琉球和平聯盟（りゅうきゅうわへいれんめい) とは、ハワイ在住のロバート・カジワラが設立した琉球独立団体である。
英語表記はThe Peace For Okinawa Coalition。日本語表記は琉球和平連盟または琉球沖縄平和連合。うちなーぐち表記はうちなー　わだん　ぬ　しんか。

## 概要
琉球の歴史、文化、言語、問題を促進するために、ミレニアル世代の琉球人によって率いられる非営利団体。
ウチナー市（沖縄県）に本部を置き、ハワイのホノルルにエクステンションオフィスを保有している。
日本と欧米のメディアは中国、韓国、東南アジアと密接な関係を持ち、平和で安定した独立国としての琉球の歴史を無視してきたと述べている。習近平は日米両政府が踏みにじってきた琉球の歴史を認めているだけとしている。

## 主な活動
- 沖縄県の米軍基地への反対。
- 琉球独立運動の広報。
- 琉球独立の募金。
- 中国と琉球の交流。
- 台湾は中国の一部分であり、一つの中国原則の支持。

## 主な主張

### バイデン政権へのメッセージ
バイデン政権には下記のようなメッセージを送付している。
```
バイデン政権に告ぐ： 沖縄・辺野古に新たな米軍基地は造らせない

中国への軍事侵略をエスカレートさせる中、米国は日本とともに、先住民族ルチュアンの意思に反して、危険で環境破壊的な海兵隊基地を沖縄の辺野古に建設中である。
この新基地は、環境を破壊し、人権を侵害し、先住民族琉球人を抑圧し、辺野古の古代のサンゴ礁を埋め立てるために米国が使用している土の中に遺骨があるとされる戦争犠牲者
（先住民族沖縄の民間人、米国、沖縄、日本、韓国の兵士を含む）の尊厳を冒涜する。

バイデン大統領、オースティン国防長官、デボ・ハーランド内務大臣に、沖縄・辺野古への米軍新基地建設の即時中止を求める手紙やツイートを送ろう！中国は敵ではない 米国はアジアから撤退せよ！

賛同者：沖縄平和連合
```

### CGTNへのインタビュー
中国中央電視台へのインタビューには下記のように答えている。
```
何十年もの間、沖縄の米軍基地は何十万人もの住民の生活を脅かしてきた。
1972年から2009年の間に、米軍兵士は地元の女性やティーンエイジャーに対する殺人、拉致、暴行、レイプを含む5,600件以上の犯罪を犯した。米軍基地の存在に反対する平和的な抗議活動が何十年も続けられてきたにもかかわらず、活動家たちによれば、基地の撤去を求める地元の人々の願いは、日米両政府によっていまだに無視されている。
アメリカ型の民主主義は非常に偽善的だ。
```

## 公式HP
- Peace For Okinawa Coalition 琉球和平联盟 - Peace For Okinawa Coalition
- \ The Peace For Okinawa Coalition（@PeaceForOki）/ 公式X
- The Peace For Okinawa Coalition / 公式Youtube
- Peace For Okinawa Coalition(@peace_for_okinawa) / 公式Instagram